# A Journey
A Journey ist ein philippinisches Filmdrama aus dem Jahr 2024, welches unter der Regie von RC Delos Reyes entstand. Am 12. April 2024 nahm der Streamingdienst Netflix den Film weltweit in sein Angebot auf.

## Handlung
Shane erleidet einen Rückschlag, als ihr Krebs zurückkehrt. Doch anstatt sich erneut einer lebenseinschränkenden Chemotherapie zu unterziehen und ihren Ehemann mit noch mehr Schulden zu belasten, will sie die ihr noch verbleibende Zeit nutzen, um ihre Wunschliste mit Dingen, die sie vor ihrem Tod noch erleben und erledigen möchte, nach und nach wahr werden zu lassen. Gemeinsam mit den beiden wichtigsten Männern in ihrem Leben, ihrem Ehemann Bryan und ihrem besten Freund Kristoff, begibt sich Shane auf eine Reise von ihrer Heimat auf den Philippinen aus nach Tasmanien in Australien, um hinter so viele Listeneinträge wie nur möglich ein Häkchen setzen zu können. Während dieser emotionalen Reise erleben die drei einige Höhen und Tiefen, deren Ausgang ungewisser ist, als es zunächst scheint.

## Besetzung und Synchronisation
Die deutschsprachige Synchronisation entstand nach dem Dialogbuch sowie unter der Dialogregie von Traudel Sperber durch die Synchronfirma FFS Film- & Fernseh-Synchron in Berlin.
| Rolle                     | Schauspieler      | Synchronsprecher |
| ------------------------- | ----------------- | ---------------- |
| Shane de Castro           | Kaye Abad         | Magdalena Turba  |
| Bryan                     | Paolo Contis      | Nico Sablik      |
| Kristoff „Tupe“ Desiderio | Patrick Garcia    | Lukas Sperber    |
| Mr. T                     | Jimmy Santos      | Frank Kirschgens |
| Anna                      | Malou Crisologo   | Agnes Hilpert    |
| Juana „Juako“ Korrinne    | Desiree del Valle | Lisa Braun       |
| Star Gomez                | Ava Mendez        | Anna Herrmann    |
| Josh                      | Emir Delos Santos | Fabian Kluckert  |
| Kevin                     | Marty Marcelo     | Tobias Müller    |
| Ogie Alcasid              | Ogie Alcasid      | Bernhard Völger  |